# June Allyson Show
June Allyson Show (The DuPont Show with June Allyson) è una serie televisiva statunitense in 57 episodi trasmessi per la prima volta nel corso di 2 stagioni dal 1959 al 1961.

## Trama
È una serie televisiva di tipo antologico in cui ogni episodio rappresenta una storia a sé. Gli episodi sono storie di genere vario, dal drammatico alla commedia, e vengono presentati da June Allyson.

## Produzione
La serie fu prodotta da Four Star Productions e girata a Los Angeles in California, negli studi della Four Star.
La Allyson fu la terza donna nella storia della televisione a presentare una serie antologica; i suoi predecessori erano stati Loretta Young e Jane Wyman. Come la Young e la Wyman, anche la Allyson non si limitò a presentare gli episodi ma recitò in quasi due dozzine di episodi dei 57 prodotti. Tra le guest star apparse nella serie, Dick Powell (marito della Allyson e anche produttore della serie), Ginger Rogers, Harpo Marx, Rossano Brazzi (al debutto ad Hollywood), Bette Davis e Ronald Reagan. Tra gli sceneggiatori Meyer Dolinsky, Bruce Geller e Steve McNeil. Christopher Knopf fu candidato per un Writers Guild of America Award nel 1962 nella categoria "Dramatic Anthology" per l'episodio Death Of The Temple Bay. La Allyson e Powell recitarono insieme per la prima volta nel corso del quarto episodio della prima stagione, A Summer's Ending.

### Registi
Tra i registi della serie sono accreditati:
- Richard Dunlap (1 episodio, 1959)
- Don Medford (1 episodio, 1959)
- James Neilson (1 episodio, 1959)
- Jack Smight (1 episodio, 1959)
- Paul Henreid (1 episodio, 1960)
- Lamont Johnson (1 episodio, 1961)

## Distribuzione
La serie fu trasmessa negli Stati Uniti dal 1959 al 1961 sulla rete televisiva CBS.

## Episodi
| Stagione         | Episodi | Prima TV originale |
| ---------------- | ------- | ------------------ |
| Prima stagione   | 30      | 1959-1960          |
| Seconda stagione | 27      | 1960-1961          |